# 东北行政委员会 (1953年—1954年)
东北行政委员会是1953年至1954年间中华人民共和国中央人民政府在东北大行政区的代表机关。

## 历史
1953年1月23日，根据中央人民政府《改变大行政区人民政府（军政委员会）机构与任务的决定》，东北行政委员会成立，由原东北人民政府改建而成，作为代表中央人民政府在东北地区领导和监督地方人民政府工作的派出机关。东北行政委员会驻地仍在沈阳市，辖区包括沈阳市、旅大市、鞍山市、抚顺市、本溪市、辽东省、辽西省、吉林省、松江省、黑龙江省、热河省。
1954年8月15日，根据中央人民政府《关于撤销大区一级机构和合并若干省市建制的决定》，东北行政委员会随即撤销，各省改为中央政府直辖，同时松江省并入黑龙江省，辽东省、辽西省并为辽宁省，各直辖市则改为省辖市。

## 领导机构
- 主席：高岗（1953.1-1954.2）
- 副主席：林枫、高崇民、张明远、李卓然、汪金祥、顾卓新
- 委员：王学明、白希清、朱德海、李延禄、杜者蘅、车向忱、周桓、马辉之、张秀山、张维桢、张学思、郭明秋、陈先舟、乔传珏、曾泽生、贺晋年、杨海波、雍文涛、靳树梁、宁武、刘芝明、刘宝田、邓兆祥、阎顾行、韩光、关山复、关俊彦、严济慈

## 工作机构
秘书长
- 刘宝田

副秘书长
- 周秋野

办公厅
- 主任：周秋野
- 副主任：邓禹、高沂、李桂森（1954年4月－8月）、刘明义（1952年11月－1954年8月）

政法委员会
- 主任：汪金祥
- 副主任：宁武

财经委员会
- 主任：顾卓新
- 副主任：杜者蘅、韩光、雍文涛、王学明

文教委员会
- 主任：李卓然
- 副主任：车向忱、刘芝明、王斌、董纯才、吕振羽、刘子载

人民监察委员会
- 主任：张秀山
- 副主任：马辉之

体育运动委员会
- 主任：车向忱
- 副主任：杨海波、栗树彬

民族事务委员会
- 主任：关山复
- 副主任：朱德海、张盘新、马世芬、乌力更

民政局
- 局长：张盘新
- 副局长：李东潮（1954年4月－8月）

公安局
- 局长：汪金祥
- 副局长：王鉴、李钊、李石生、张从周、解衡

人事局
- 局长：冯秉天（1953年1月－11月）、王丕年（1953年11月－1954年8月）
- 副局长：王丕年（1953年6月－11月）、李东潮（1954年4月－8月）

外事处
- 处长：陆曦

农业局
- 局长：杜者蘅
- 副局长：张庆泰

林业局：
- 局长：金树泉（1953年1月－11月）、鲍成吉（1953年11月－1954年8月）

水利局：
- 局长：魏兆麟
- 副局长：刘鹏

建筑工程局
- 局长：隋芸生
- 副局长：徐慎、刘云鹤

地方工业局
- 局长：鞠抗捷
- 副局长：李益三

劳动局
- 局长：郗占元
- 副局长：曹阳戈

文化局
- 局长：王曼硕
- 副局长：张东川、施展

教育局
- 局长：车向忱
- 副局长：段洛夫、苏庄

卫生局
- 局长：白希清
- 副局长：李华清、谭治、安乐群、王中蕃

对外文化联络处
- 处长：李桂森

新闻出版处
- 处长：姜丕之

最高人民法院东北分院
- 院长：高崇民（1953年6月－1954年8月）
- 副院长：宋广常（1953年6月－1954年8月）

最高人民检察署东北分署
- 检察长：汪金祥
- 副检察长：马波生